# NGC 69
NGC 69 је елиптична галаксија у сазвежђу Андромеда која се налази на NGC листи објеката дубоког неба.
Деклинација објекта је + 30° 2' 26" а ректасцензија 0h 18m 20,4s. Привидна величина (магнитуда) објекта NGC 69 износи 14,8 а фотографска магнитуда 15,8. NGC 69 је још познат и под ознакама MCG 5-1-66, CGCG 499-105, ARAK 5, ARP 113, VV 166, NPM1G +29.0011, PGC 1191.